# Corribert
Corribert település Franciaországban, Marne megyében. Lakosainak száma 64 fő (2022. január 1.). Corribert Le Baizil, La Caure, La Chapelle-sous-Orbais, Mareuil-en-Brie, Montmort-Lucy és Suizy-le-Franc községekkel határos.

## Népesség
A település népességének változása:
| Lakosok száma | 39   | 56   | 46   | 53   | 59   | 57   | 60   | 62   | 62   | 64   |
|               | 1968 | 1982 | 1990 | 2006 | 2013 | 2015 | 2017 | 2019 | 2020 | 2022 |